# Pageton (Virginia Occidental)
Pageton es un lugar designado por el censo (en inglés, census-designated place, CDP) ubicado en el condado de McDowell, Virginia Occidental, Estados Unidos. Según el censo de 2020, tiene una población de 174 habitantes.

## Geografía
La localidad está ubicada en las coordenadas 37°21′46″N 81°27′47″O / 37.36278, -81.46306. Según la Oficina del Censo de los Estados Unidos, Pageton tiene una superficie total de 3.17 km², de la cual 3.11 km² corresponden a tierra firme y  0.06 km² son agua.

## Demografía
Según el censo de 2020, hay 174 personas residiendo en Pageton. La densidad de población es de 56 hab./km². El 88.51% de los habitantes son blancos, el 4.60% son afroamericanos, el 0.57% es amerindio y el 6.32% son de una mezcla de razas. No hay hispanos o latinos viviendo en la localidad.